# Pieve di Santa Maria (Torniella)
La pieve di Santa Maria era un edificio religioso situato presso Torniella, nel territorio comunale di Roccastrada. La sua esatta ubicazione era fuori delle Mura di Torniella e dell'abitato, presso la località La Pieve.
Di origini medievali, la chiesa era una pieve autonoma, la cui esistenza storica risale al XII secolo: nel 1188 è citata in una bolla papale. Anche nelle epoche successive l'edificio religioso continuò a svolgere le proprie funzioni plebane, come dimostrano le Rationes Decimarum del tardo Duecento e degli inizi del Trecento. Tuttavia, a partire dal periodo rinascimentale, la sua posizione decentrata causò un graduale abbandono, tanto che in epoca seicentesca il fonte battesimale risultava già traslato all'interno della chiesa di San Giovanni Battista, situata nel centro storico della frazione, alla quale gradualmente furono affidate le funzioni plebane. Da allora, l'antica pieve fu definitivamente abbandonata e alcuni suoi materiali edilizi furono reimpiegati proprio nella chiesa di San Giovanni Battista.
Della pieve di Santa Maria sono state perse tutte le tracce, fatta eccezione per le pietre riutilizzate nei lavori di ristrutturazione della chiesa di San Giovanni Battista a Torniella. La sua ubicazione è stata facilmente identificata grazie alla denominazione che venne conferita al toponimo in cui sorgeva.